# Мрас-Су
Мрас-Су — річка в Росії, права притока Тому (басейн Обі), тече по Гірській Шорії у південній частині Кемеровської області.
Мрас-Су починається серед гір Абаканського хребта неподалік від села Мрассу у Новокузнецькому районі Кемеровської області, поблизу від кордону з Хакасією. Тече глибокою звивистою долиною теренами Гірської Шорії переважно у північному напрямку, лише в нижній течії відхиляючись до заходу. Впадає у Том біля міста Миски.
Річка має гірський характер, річище порожисте. Живлення мішане з переважанням снігового. Середньорічний стік, виміряний за 6 км від гирла, становить 173 м³/c. Замерзає у середині листопада, скресає у квітні.
Головні притоки: Кабирза, Пизас, Ортон.
Населені пункти на Мрас-Су: Мрассу, Усть-Кабирза, Сага, Усть-Анзас, Чувашка; біля гирла — місто Миски.
Мрас-Су несудноплавна, її береги рідко населені. В басейні існують родовища залізної руди. До 1994 року використовувалась для лісосплаву. У Мисках, біля гирла, річку перетинає залізничний міст на лінії Новокузнецьк — Абакан — Тайшет і автомобільний міст на трасі Новокузнецьк — Мєждуреченськ.
В околицях Мрас-Су розвивається екологічний туризм, по ній проходять популярні маршрути туристів-водників. 